# Sainte-Chapelle

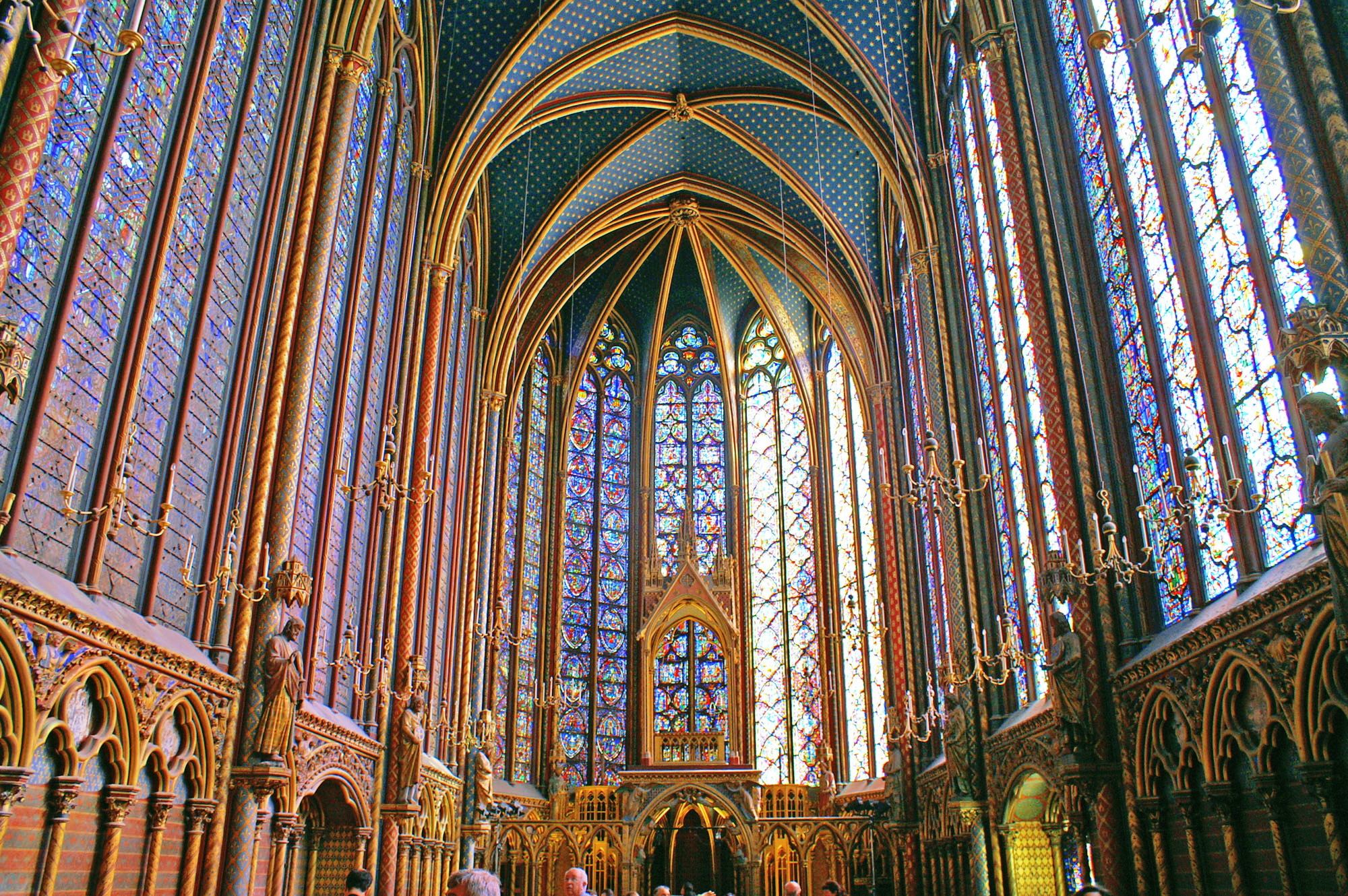
Sainte-Chapelle, vedere generală (capela de sus)

La Sainte-Chapelle (pronunție în franceză [la sɛ̃t ʃapɛl], în română Sfânta Capelă) este o capelă care a fost construită pe Île de la Cité, la Paris, la cererea Sfântului Ludovic, pentru a adăposti Cununa de Spini, un fragment al Sfintei Cruci, precum și alte diverse relicve ale Patimilor pe care le achiziționase.
O capelă sfântă este termenul prin care este denumită o capelă care are un eșantion din coroana de spini a lui Isus Hristos. Capela Sfântă (în franceză Sainte-Chapelle) de la Paris este cea mai cunoscută dintre acestea.
Împreună cu la Conciergerie, Capela Sfântă este unul dintre vechile vestigii ale palatului regal din Île de la Cité care se întindea pe locul unde se află acum Palatul Justiției din Paris.
În prezent, Sfânta Capelă este gerată de către Centrul Monumentelor Naționale din Franța, căruia i-a fost atribuită, cu titlu de donație prin Hotărârea din 2 aprilie 2008.
În medie, vreo 800.000 de vizitatori, de peste 40 de naționalități diferite, pășesc în fiecare an în acest monument gotic.

## Arhitectură

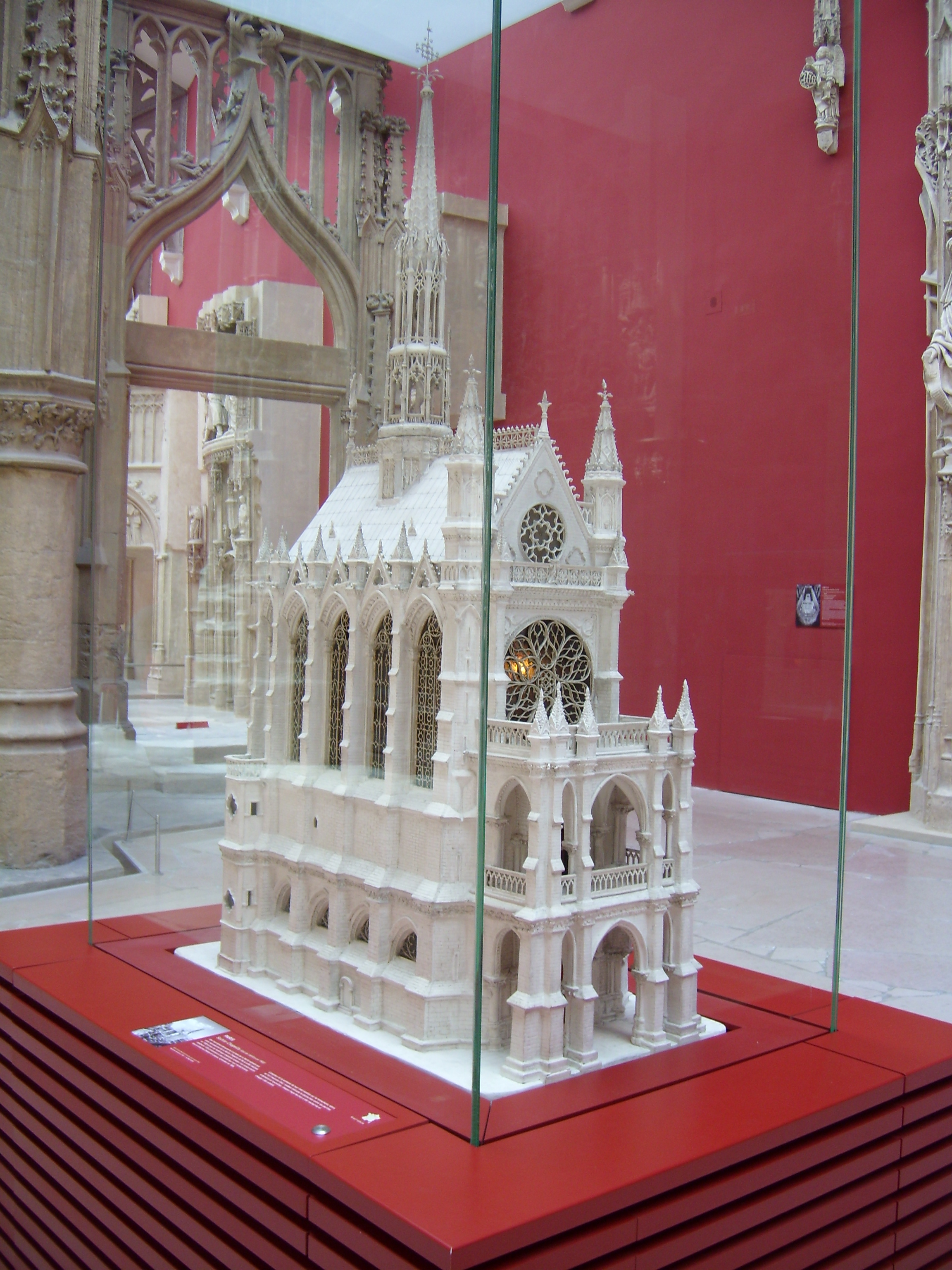
Macheta Sfintei Capele expusă la Muzeul Monumentelor Franceze.

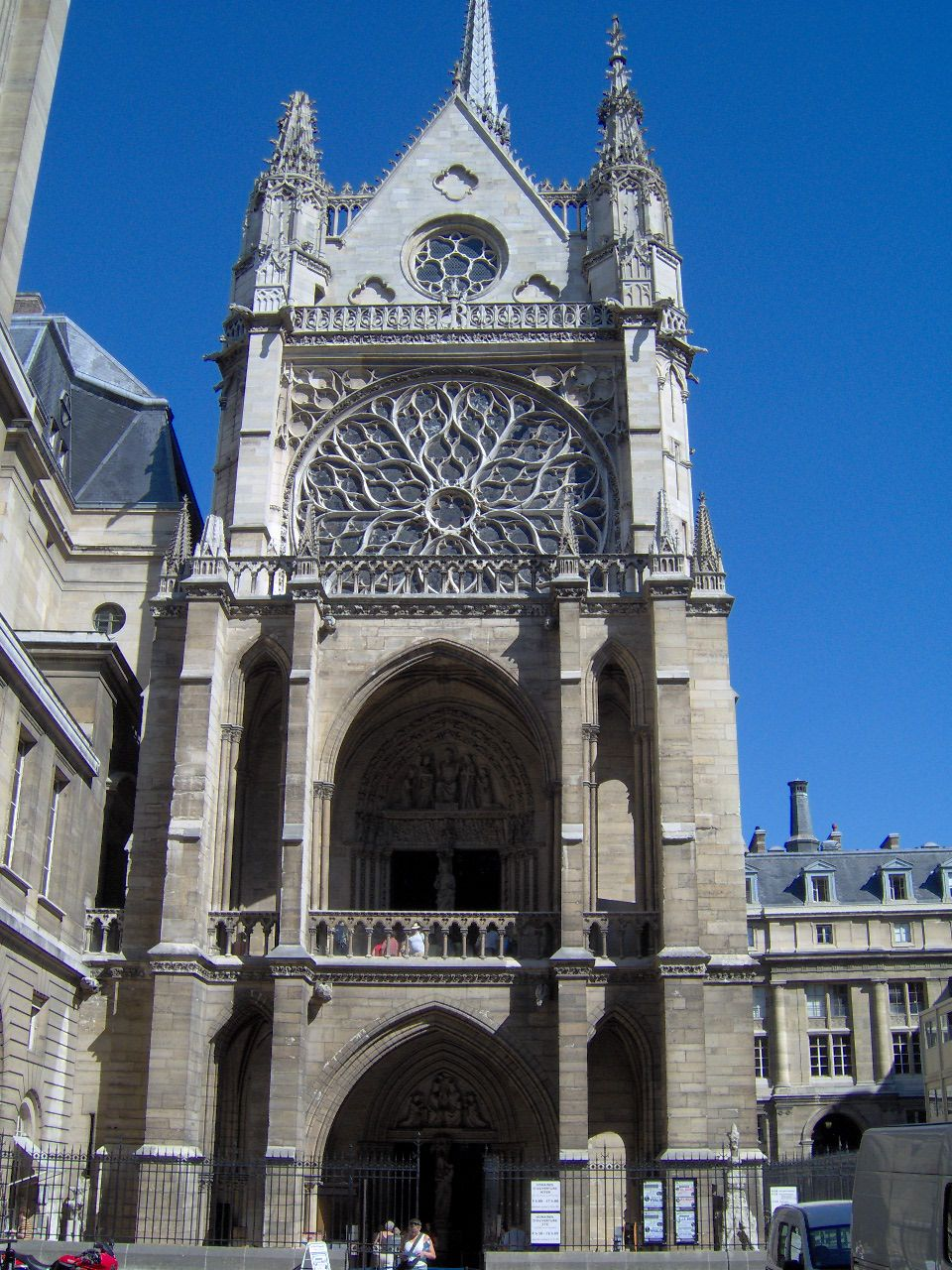
Fațada Sfintei Capele

Splendida Sainte-Chapelle, capodoperă a artei gotice, se află încorsetată între zidurile Palatului Justiției. Unii autori consideră că ea marchează apogeul acestei arte.
Planurile Sfintei Capele sunt probabil datorate lui Pierre de Montreuil, care a construit-o într-un timp record: din 1242 până în 1248. 
Concepută ca o raclă prețioasă care trebuia să pună în evidență relicvele care erau păstrate în ea, Sainte-Chapelle, construită în palatul regal din Île de la Cité, trebuia să servească și de capelă regală. Construcția suprapune două capele, cea de jos pentru oamenii obișnuiți - servitorii palatului, iar cea de sus pentru anturajul regelui, potrivit cu uzajul curent în construirea palatelor regale din Evul Mediu. La început, capela de sus nu era, de altfel, accesibilă decât prin galeriile superioare ale palatului, Sfântul Ludovic neconstruind o scară publică.
Pentru construcția sa, Pierre de Montreuil a adus o adevărată inovație tehnică, armătura metalică, tehnică de construcție foarte avansată în epocă, întrucât nu a fost redescoperită decât în secolul al XX-lea.
La origine, o mică clădire anexă fusese ridicată în apropierea absidei. Nivelul inferior servea de sacristie, în timp ce încăperea situată la nivelul capelei de sus primea actele și pecețile regale. Această anexă a dispărut în 1777, în perioada reconstrucției curții celei mari.
Pe vârful acoperișului se găsește o statuie a Sfântului Arhanghel Mihail.

### Capela de jos

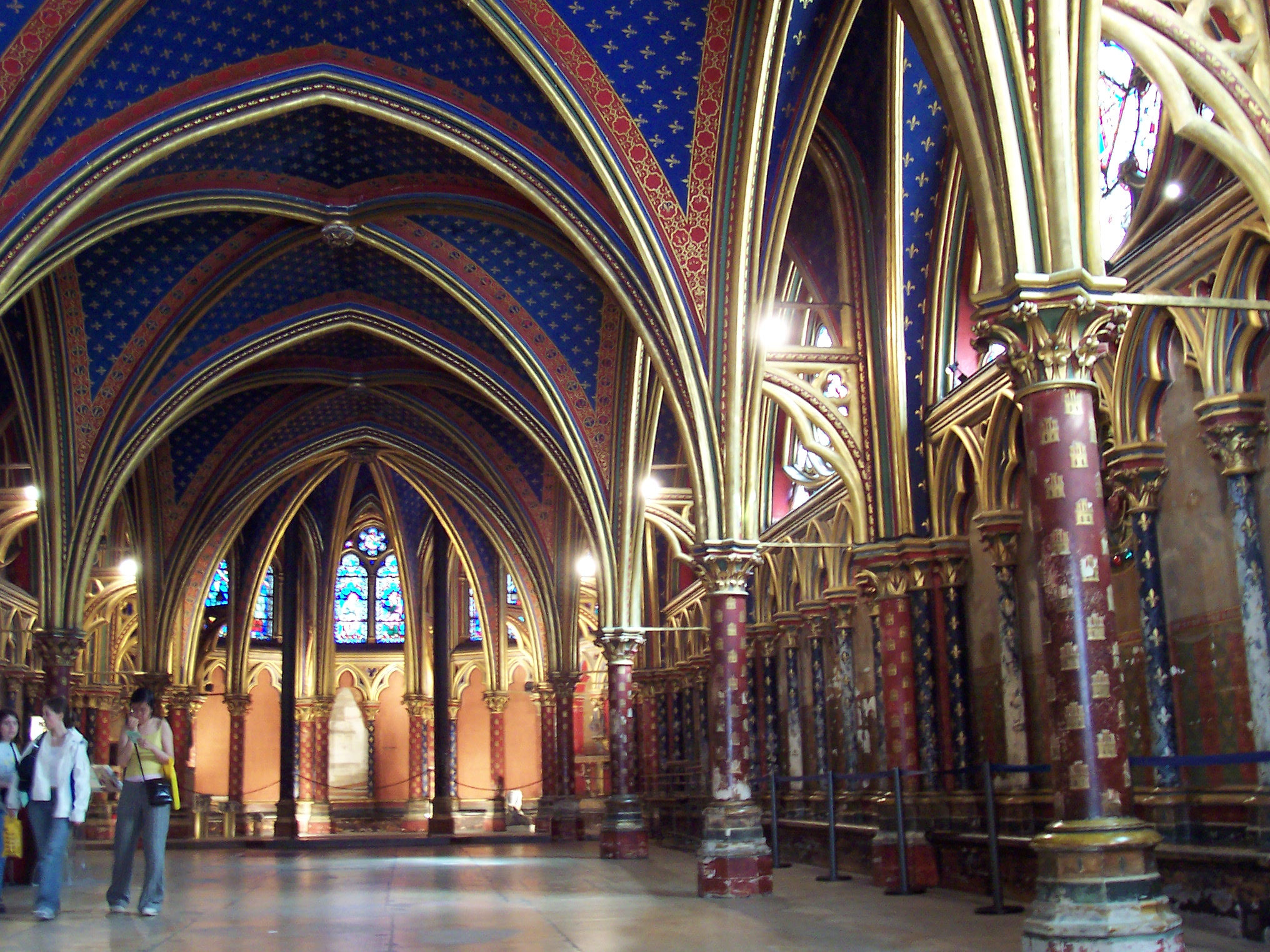
Capela de jos

Capela de jos, dedicată Sfintei Fecioare Maria, era accesibilă personalului de serviciu și servește de suport capelei de sus. Este largă de 17 metri și înaltă de 7 metri. Bolta centrală a fost decorată, așa cum o vedem astăzi, în secolul al XIX-lea. Partea de jos a plafonului, mărginită de stâlpi masivi care suportă întreaga greutate a edificiului, nu există decât pentru utilitatea funcțională și arhitecturală: să permită ușurarea la maximum a construcției suportând întreaga greutate a capelei de sus. Capela este pardosită cu dale de piatră care acoperă mormintele canonicilor.

### Capela de sus

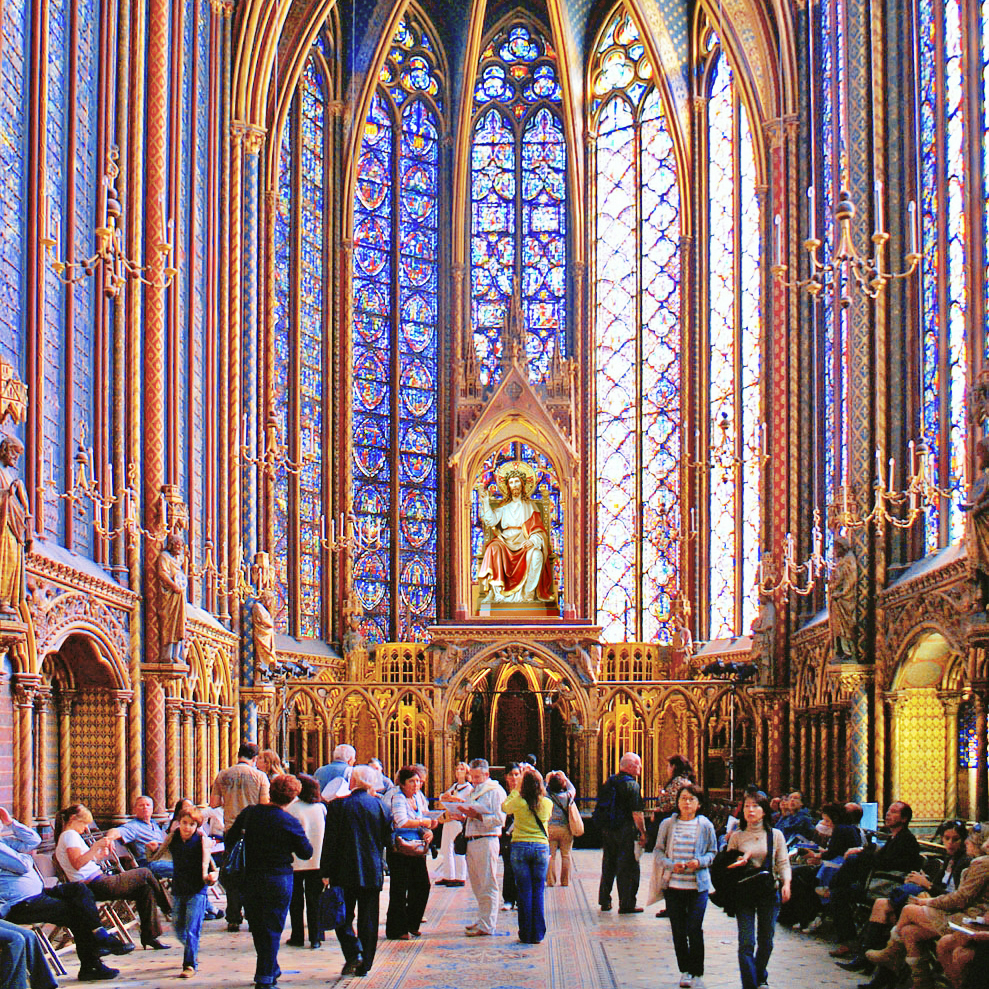
Capela de sus, cu o restituire digitală a statuii lui Hristos în Măreție, care lipsește.

Inițial, capela de sus era accesibilă doar regelui, familiei regale, precum și personalului regal. În prezent, ca să intri în capela de sus, urci pe o scară în spirală, prin stânga. Zidurile capelei de sus sunt în totalitate suprimate și sunt înlocuite cu 15 vitralii largi care lasă să treacă lumina, acestea fiind separate doar de fasciculi subțiri de stâlpi de piatră sculptată cu ornamente. Fiecare stâlp susține câte o statuie a unuia din cei doisprezece apostoli care poartă fiecare câte una din cele douăsprezece cruci rituale folosite la sfințirea bisericii.Vitraliile, care sunt cele mai vechi din Paris, reprezintă scene religioase: acestea au fost alese în funcție de locul ocupat de personajele regale în cursul desfășurării slujbelor religioase, vitraliile evocându-l pe Regele David sau pe Regele Solomon fiind plasate în apropierea locului unde se așeza regele. 
Vitraliile constituie un ansamblu omogen, ale căror dominante roșii și albastre dau strălucire distinsă acestei capele. Cele 1.134 de scene acoperă o suprafață de sticlă de 618 metri pătrați, formând o adevărată Biblie povestită în imagini. 
Vitraliile navei, înalte de 15,35 metri și largi de 4,70 metri, sunt împărțite în patru lansete deasupra cărora există câte o rozasă cu șase lobi, precum și două elemente în formă de trifoi cu patru foi. Ferestrele absidei, având o înălțime de 13,45 metri și o lărgime de 2,10 metri, nu comportă decât două lansete și trei elemente în formă de trifoi.
Scenele vitraliilor reprezintă:
- Facerea;
- Ieșirea;
- Cartea Numerele;
- Cartea Iosua Navi;
- Cartea Judecători;
- Cartea lui Isaia;
- Sfântul Ioan Evanghelistul și copilăria lui Isus;
- Patimile Domnului;
- Viața Sfântului Ioan Botezătorul și cartea lui Daniel;
- Cartea lui Iezechiel;
- Cartea lui Ieremia și a lui Tobit;
- Cărțile Iuditei și a lui Iov;
- Cartea Esterei;
- Cărțile Regilor;
- Istoria relicvelor Patimilor;
- Rozasa (partea de vest), având un diametru de 9 metri, reprezintă Apocalipsa.

## Galerie de imagini

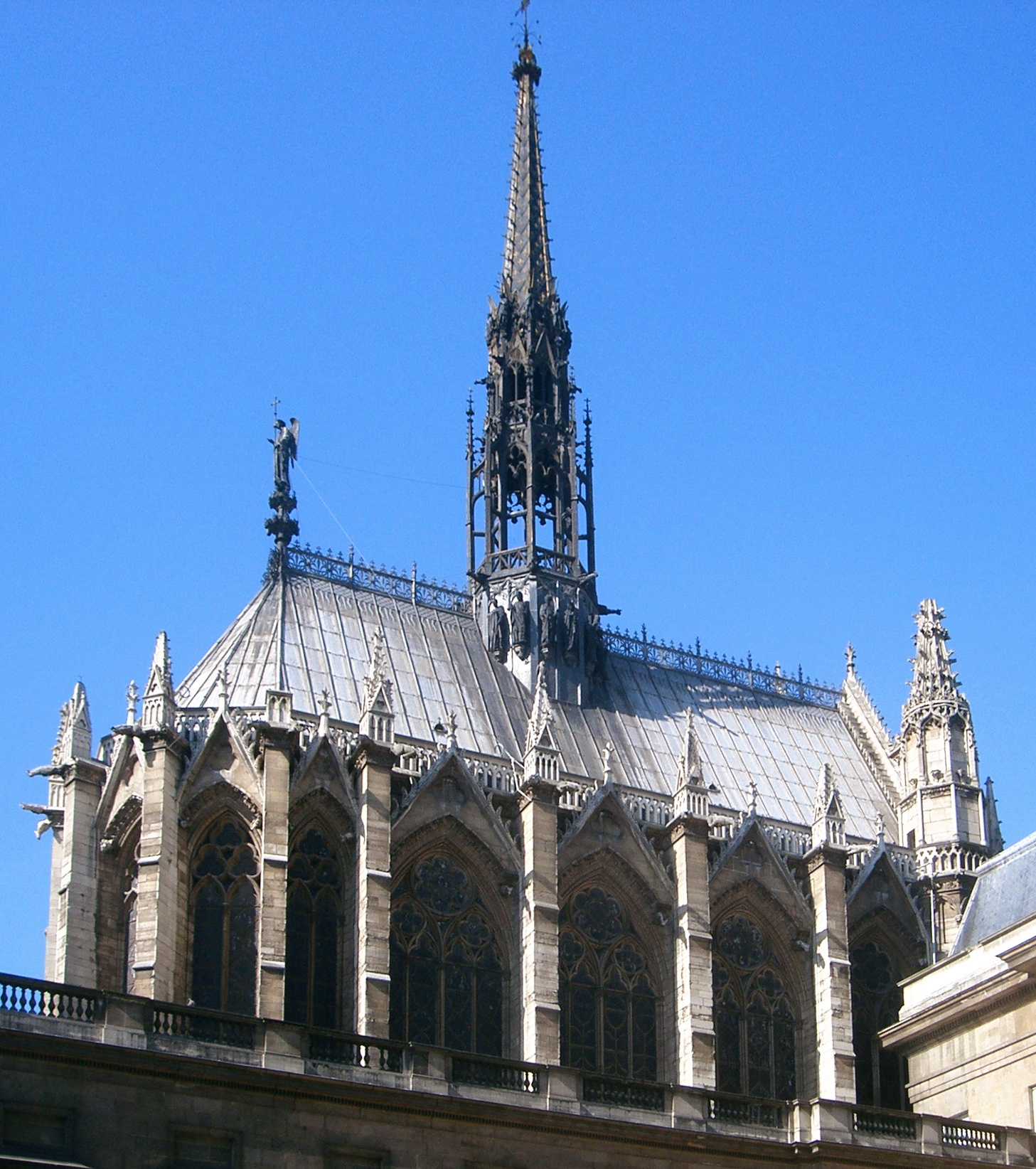
Sainte-Chapelle văzută dinspre Palatul Justiției
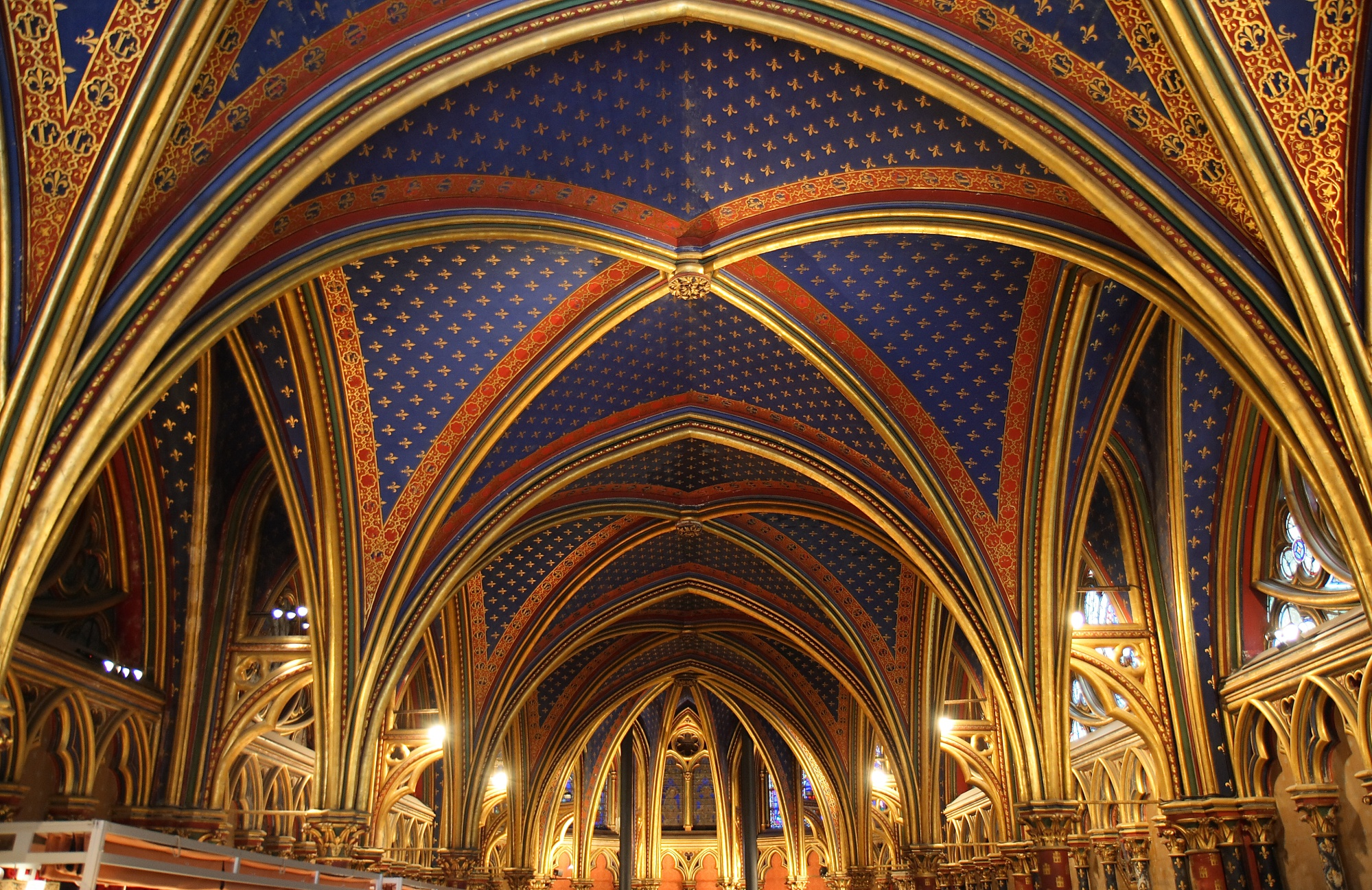
Capela de jos
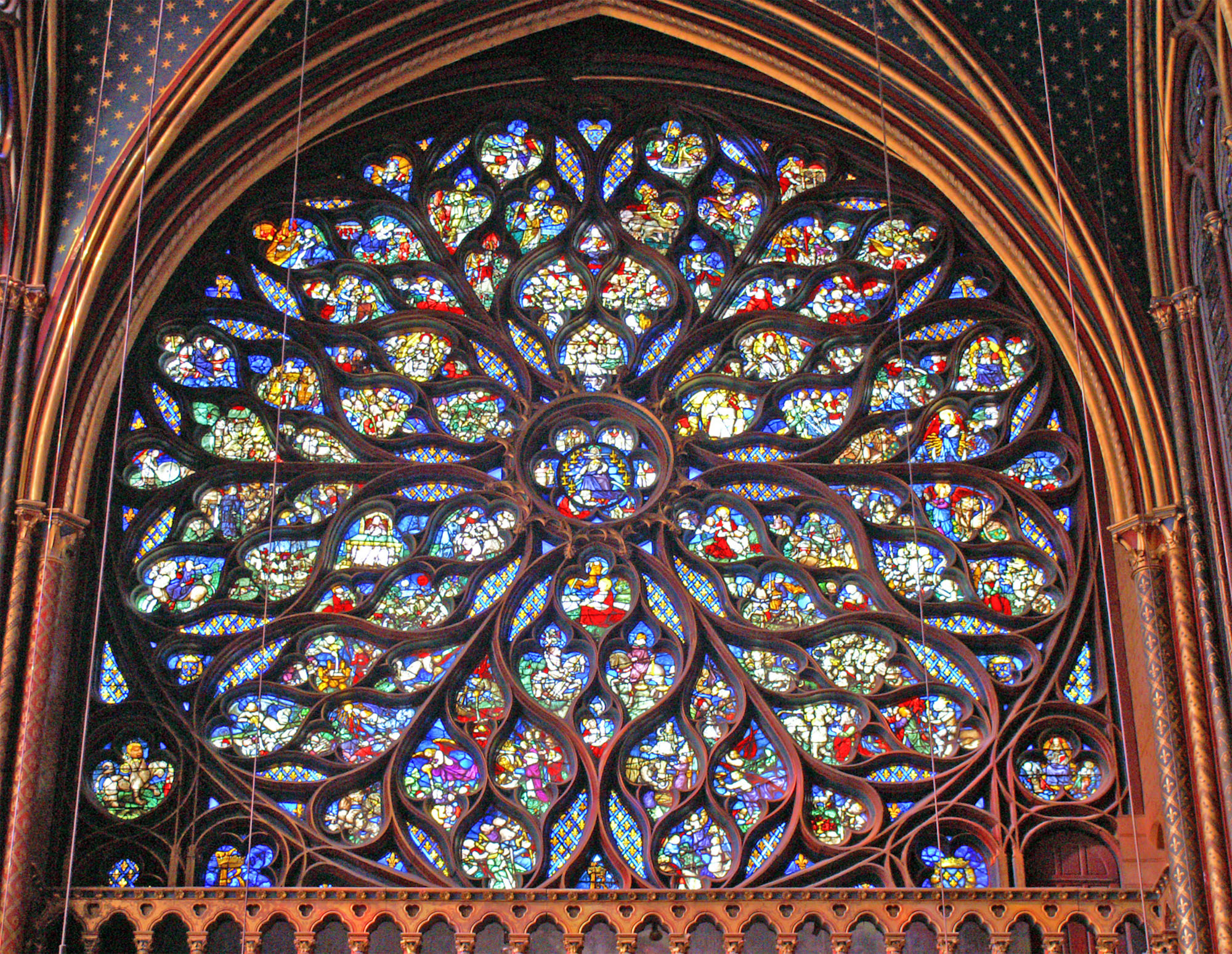
Rozasă / Rozetă
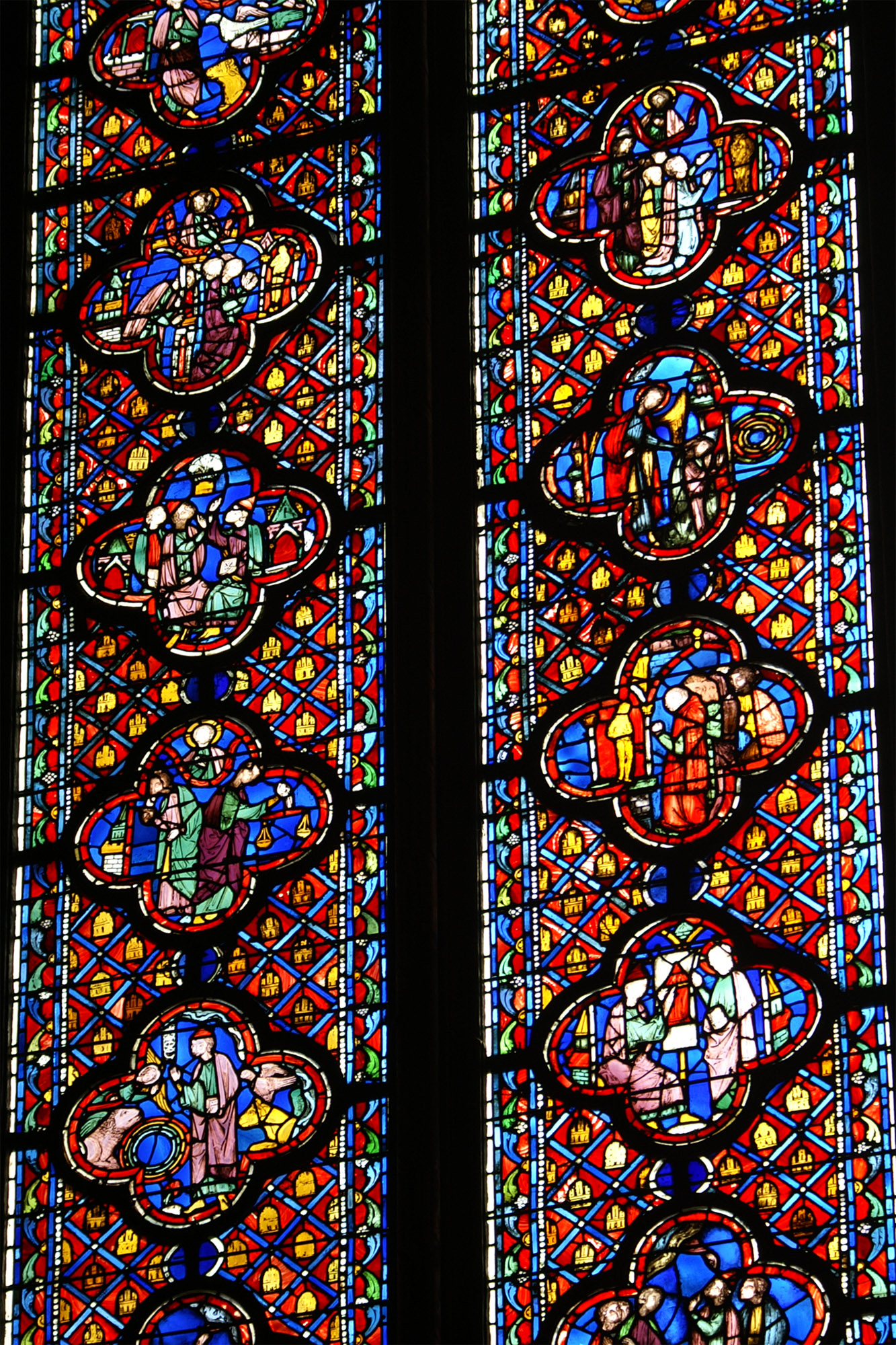
Detalii ale unui vitraliu, latura de sud.
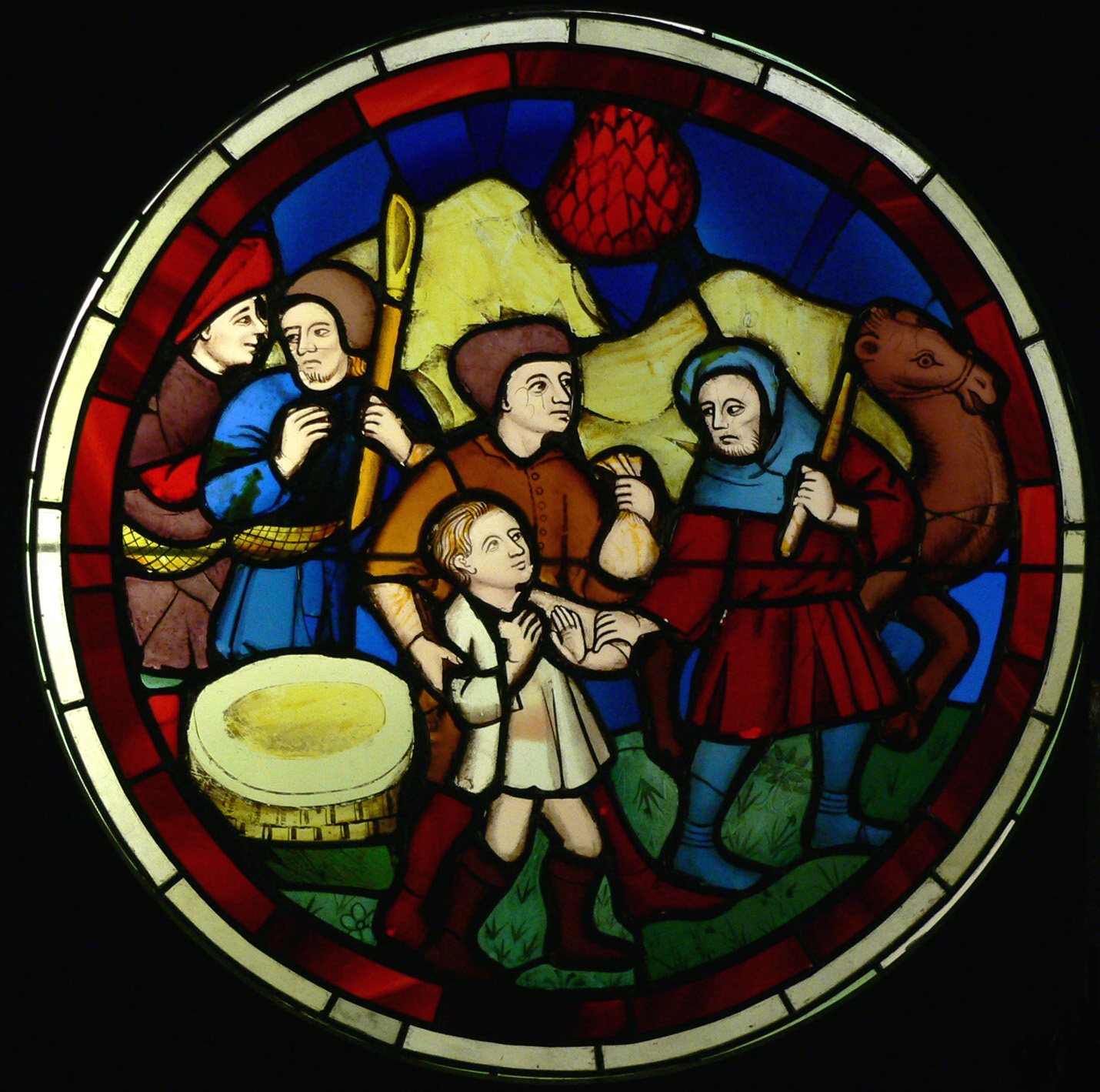
Iosif este vândut de frații săi (detaliu al unui vitraliu aflat în prezent la Muzeul Național al Evului Mediu / Musée national du Moyen Âge de Cluny.
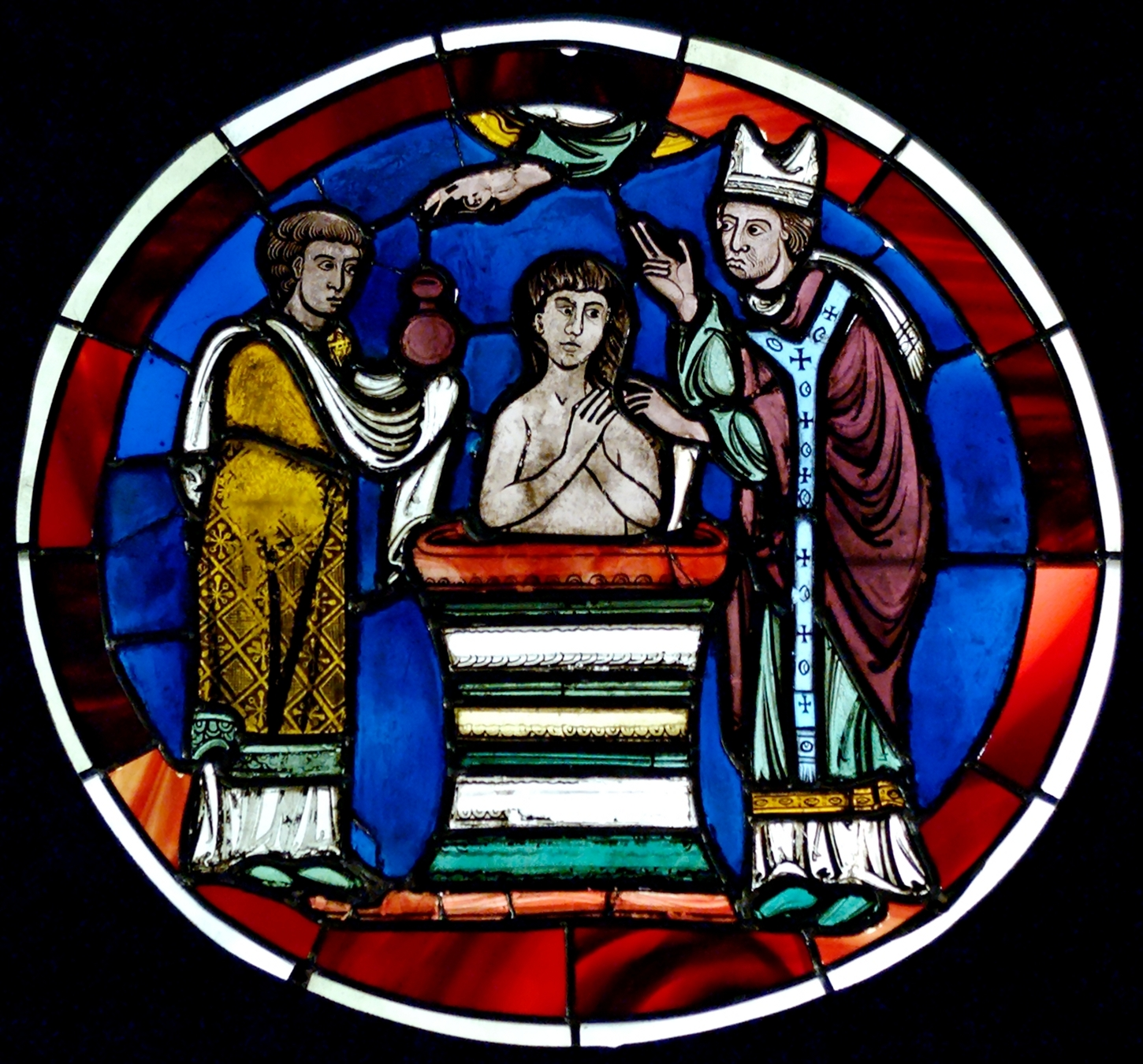
Botez (detaliu al unui vitraliu aflat, în prezent, la Muzeul Național al Evului Mediu / Musée national du Moyen Âge de Cluny), ultimul sfert al secolului al XII-lea.
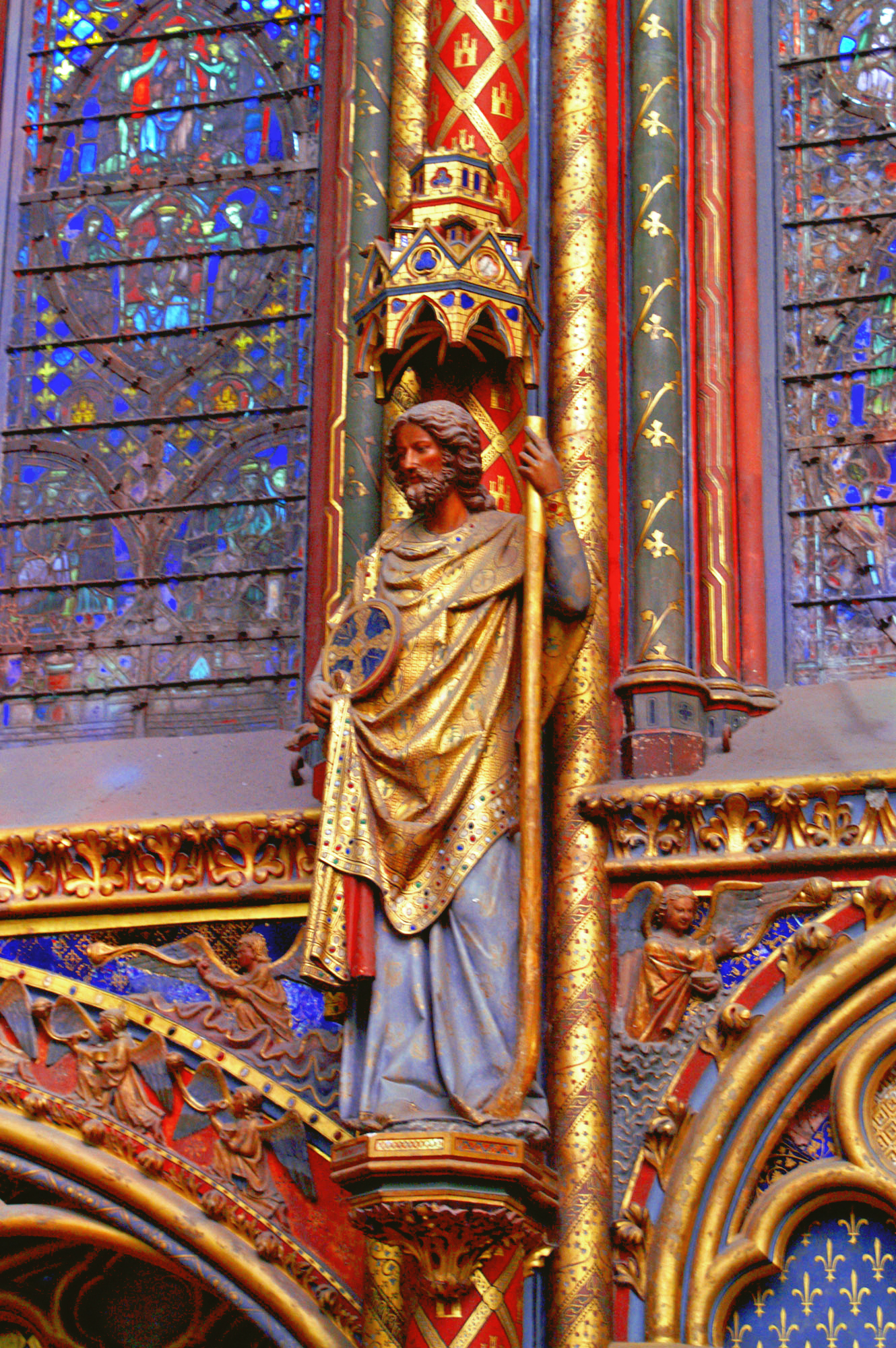
Sculptură, latura de nord.
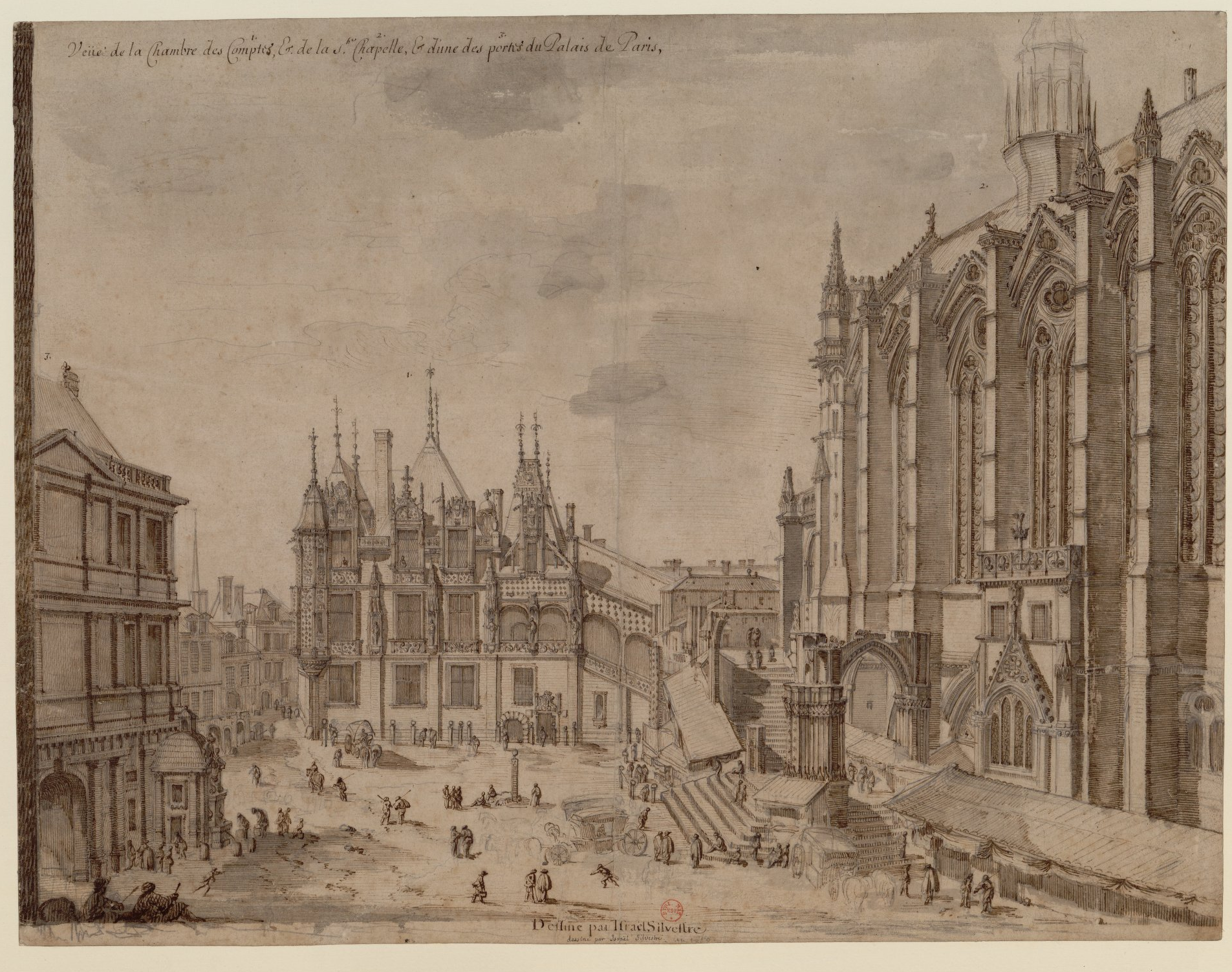
Chambre des comptes / Camera de Conturi[9] și Sainte-Chapelle, prin anii 1650-1691.
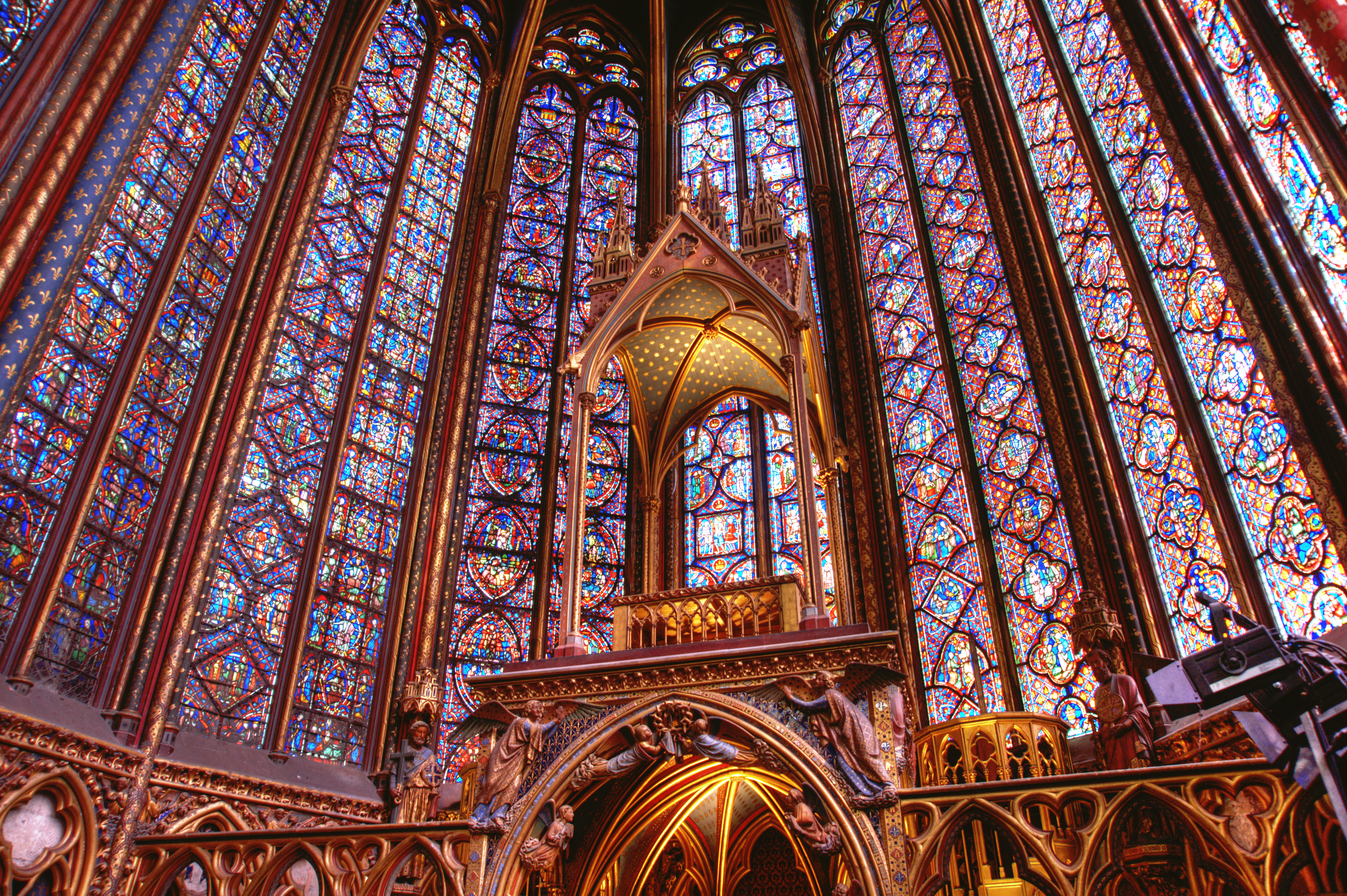
Detaliu al altarului și al vitraliilor.
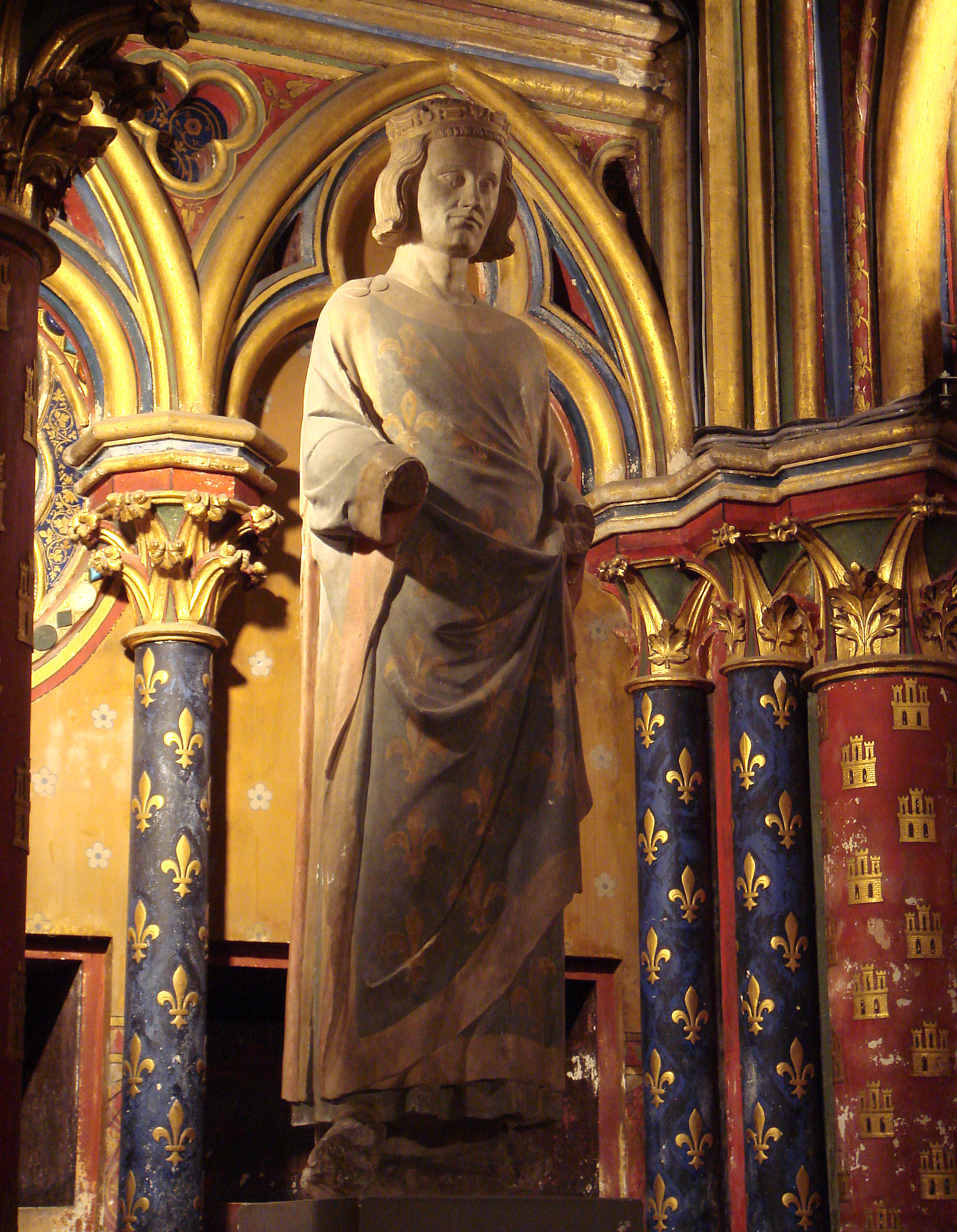
Statuia Sfântului Ludovic, ctitorul Sfintei Capele
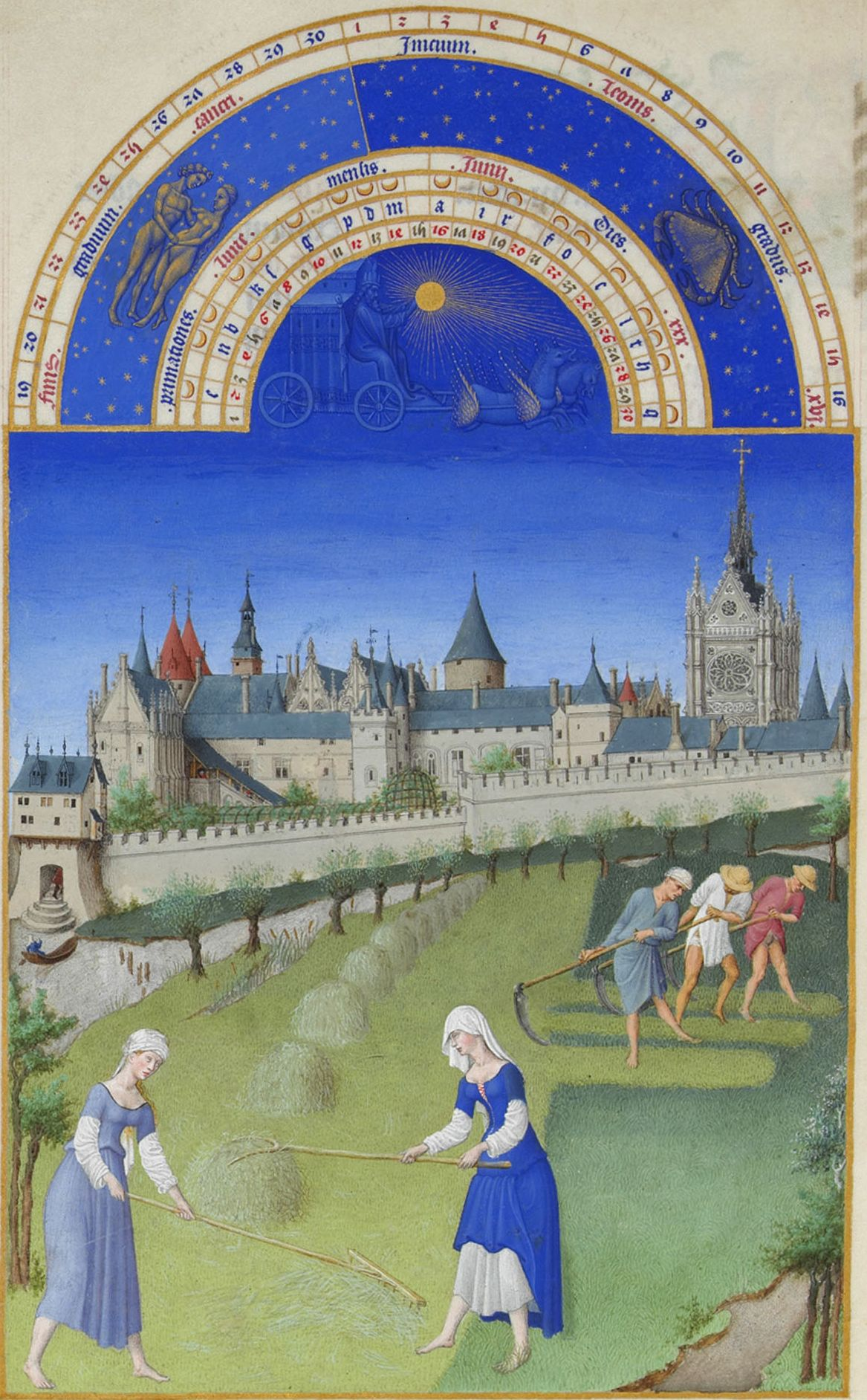
Île de la Cité cu Cetatea și cu Sainte-Chapelle, în Les Très Riches Heures du duc de Berry, juin

## Relicve
Sfântul Ludovic a construit Sfânta Capelă cu scopul de a adăposti Sfânta Coroană, o bucată din Sfânta Cruce, precum și alte relicve adunate de Balduin al II-lea / Baudouin al II-lea, împăratul Constantinopolului (sau Baudouin al II-lea de Courtenay). Acesta le dăduse în gaj venețienilor, pentru un împrumut, iar Sfântul Ludovic le-a răscumpărat, întrucât Baudouin al II-lea nu a putut să facă față la scadență.
- Sfânta Coroană / Coroana de Spini purtată de Hristos în timpul Patimilor, achiziționată în 1239, pentru suma de 135.000 de livre;
- fragment din Sfânta Cruce;
- Sfânta Lance și Sfântul Burete ale Patimilor;
- relicve ale Preacuratei Fecioara Maria;
- Icoana Mântuitorului, nefăcută de mână omenească[11] (Mandilion).

Toate aceste relicve / moaște nu se mai află în Sainte-Chapelle.